# Diamond Bluff
Diamond Bluff – miasto w Stanach Zjednoczonych, w stanie Wisconsin, w hrabstwie Pierce.